# Rassemblement National
Il Rassemblement National (traducibile in italiano come Raggruppamento Nazionale o Raduno Nazionale), denominato fino al 2018 Front National (in italiano Fronte Nazionale), è un partito politico francese di estrema destra. È stato fondato nel 1972 da Jean-Marie Le Pen, leader indiscusso del movimento fino alle sue dimissioni avvenute nel 2011, a seguito delle quali è diventata presidente la figlia Marine Le Pen.
Relegato a forza politica marginale durante i suoi primi dieci anni, il Front National è la formazione principale e senza rivali del nazionalismo francese di estrema destra a partire dal 1984, fino a giungere a essere il primo partito politico francese alle elezioni europee del 2014 con il 24,86%. 
Dal 2022 il presidente è l'eurodeputato Jordan Bardella. Egli è succeduto a Marine Le Pen, che rimane Capogruppo del RN all'Assemblea nazionale.

## Storia

### Nascita di FN
Il partito nacque per iniziativa degli esponenti del movimento neofascista Ordre nouveau (Ordine Nuovo), guidati da François Duprat, che si riprometteva la rinascita del sentimento patriottico, la restaurazione familiare ed educativa e la promozione di una gerarchia dei valori. Il partito fu ufficialmente fondato il 5 ottobre 1972 con il nome di Fronte Nazionale per l'Unità francese (Front National pour l'unité française) o Fronte Nazionale. Tra i fondatori, insieme all'ex deputato poujadista Jean-Marie Le Pen che assunse la presidenza, Roger Holeindre, Jacques Bompard, François Brigneau e Pierre Durand.

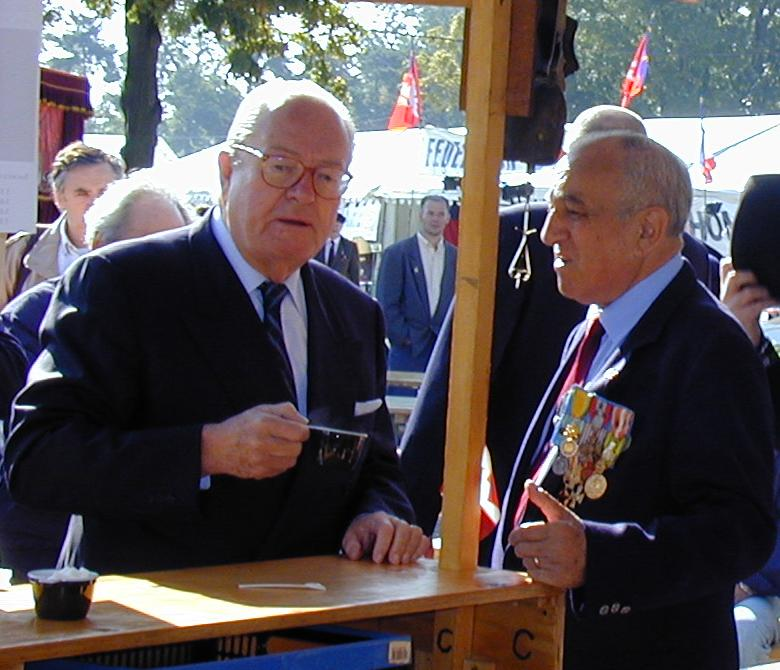
Jean-Marie Le Pen e Roger Holeindre, tra i fondatori del partito

Il nuovo partito si modellò sul Movimento Sociale Italiano; il FN adottò una versione francese della fiamma tricolore del MSI come logo ufficiale. L'intento del FN era unire tutti movimenti politici francesi di destra sotto la guida di Le Pen.
L'affermazione del FN fu resa difficile, per circa un decennio, dalla "concorrenza" con il PFN, Parti des forces nouvelles (Partito delle Forze Nuove), di Jean-Louis Tixier-Vignancour, fondato nel 1974 da ex membri dell'Ordre nouveau (che era stato sciolto nel 1973 dalla Presidenza del Consiglio francese, dopo aver organizzato un discusso convegno sull'immigrazione clandestina); il PFN rimarrà particolarmente attivo nella vita politica francese fino alla fine degli anni ottanta.

### L'approdo al Parlamento europeo
Alle elezioni europee del 1984, il FN riuscì ad ottenere il primo risultato di rilievo, eleggendo due eurodeputati. Nel contesto dell'Europarlamento, il primo Front National portò avanti politiche ispirate alle concezioni dominanti al suo interno in quell'epoca, focalizzate sul sostegno al progetto comunitario di un'Europa "terza forza" tra Stati Uniti e Unione Sovietica, frutto dell'ispirazione della filosofia politica della Nouvelle Droite e della concezione dell’Europa-nazione del movimento nazionaleuropeista Jeune Europe di Jean Thiriart.
Il FN è stato fortemente penalizzato dal sistema elettorale francese (maggioritario a doppio turno con un'alta soglia di sbarramento). Infatti, anche quando ha raggiunto percentuali a doppia cifra è riuscito ad eleggere solo pochi deputati, se non nessuno. Qualora un candidato del FN riesca a superare lo sbarramento (attualmente al 12,5% degli elettori del collegio) ed accedere al secondo turno, gli elettori di sinistra e quelli della destra gollista e moderati solitamente fanno convergere i propri voti sui candidati di qualsiasi altro partito (politica del "cordone sanitario"); inoltre, i partiti di centro-destra si sono sempre rifiutati di fare accordi elettorali con il FN, opponendovi il principio della difesa delle istituzioni repubblicane da forze anti-sistema.

### I primi parlamentari nel 1986
Per le elezioni legislative del 1986, il Presidente Mitterrand, al fine di evitare la sconfitta del proprio schieramento politico (il PS), decise di introdurre un sistema elettorale proporzionale, molto meno selettivo del precedente. In quelle elezioni, il FN ottenne il 9,65% dei voti e ben 35 seggi. Però, già alle legislative del 1988, essendo stato reintrodotto il sistema maggioritario, il FN con il 9,66% riuscì ad eleggere un solo deputato. Nel corso degli anni ottanta molti monarchici hanno aderito a FN, considerandolo il partito erede della tradizione dell'Action française.

### Gli anni novanta e il ballottaggio alle presidenziali del 2002
Gli anni novanta si caratterizzarono per l'impegno del partito nel denunciare la corruzione politica sia dei socialisti, che dei neogollisti. Del resto, Le Pen fece di tutto per presentare il partito non come un tradizionale partito neo-fascista, ma come una forza politica trasversale: di "destra" perché attenta ai valori patriottici e nazionali, di "sinistra" perché attenta ai problemi sociali, di "centro" perché attenta ai valori cristiani. In questo periodo si ha la cosiddetta "proletarizzazione" del partito, tanto che alla fine degli anni novanta sono più gli operai che votano FN di quelli che votano comunista.
Alle elezioni del 1993, grazie alla campagna antieuropeista al Referendum del 1992 sul Trattato di Maastricht, FN ottenne il 13% (+4%) dei consensi al primo turno, ma non riuscì comunque ad eleggere deputati. Alle elezioni del 1997 FN salì al 14,9% ma elesse un solo deputato.
Nel 1998, il partito raggiunse il suo massimo storico alle elezioni locali, tanto da risultare decisivo per l'elezioni di alcuni candidati gollisti alle regioni; ma, subito dopo, ha subito la scissione operata da Bruno Mégret, vice di Le Pen, che ha dato vita al Movimento Nazionale Repubblicano, che alle elezioni successive si è attestato intorno al 2% dei voti. FN ha dovuto, negli stessi anni contrastare la competizione operata da altri partiti di destra o conservatori come il Movimento per la Francia di Philippe de Villiers, che, alle elezioni del 2002, pur attestandosi appena allo 0,8% è riuscito comunque ad eleggere se stesso come deputato.
Alle elezioni presidenziali del 2002, anch'esse a doppio turno, Le Pen riuscì a giungere per la prima volta al secondo turno superando, a sorpresa, il candidato socialista Lionel Jospin. Al ballottaggio contro il Presidente uscente, il gollista Jacques Chirac, Le Pen si limitò pressoché a confermare il risultato del primo turno (dal 16 al 17%). Tutti i partiti politici, infatti, compresi quelli di sinistra, fecero confluire i propri voti sul presidente uscente pur di non far eleggere Le Pen. Nonostante l'inaspettato risultato delle presidenziali, alle politiche di pochi mesi dopo FN calò all'11,3%, e sempre per la legge elettorale maggioritaria in vigore non riuscì a eleggere alcun deputato.

### Dalla flessione del 2007 alla presidenza di Marine le Pen

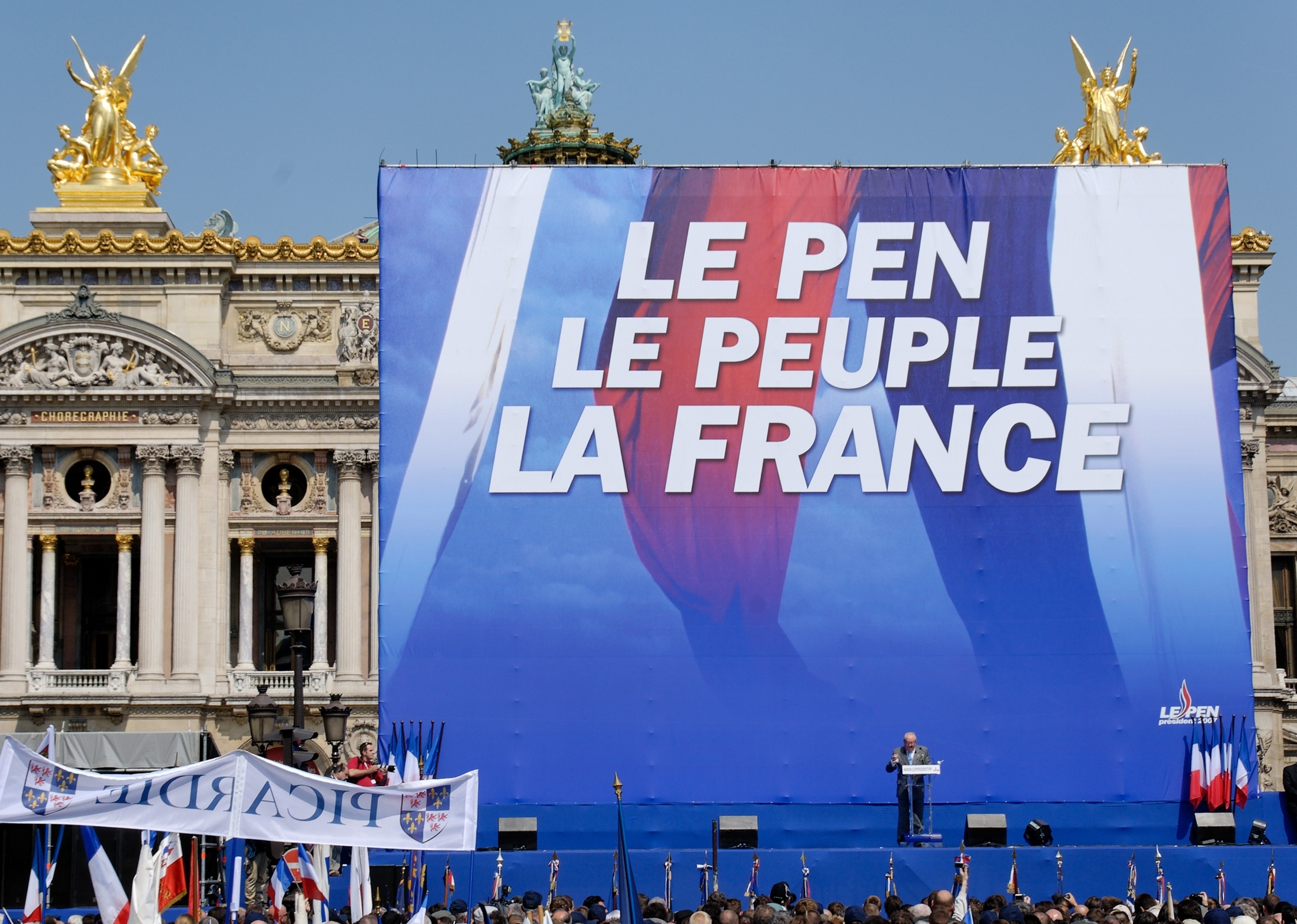
Manifestazione a Parigi nel 2007

Le Pen si è candidato anche per le elezioni presidenziali del 2007 contro il candidato di centro-destra Sarkozy, la candidata socialista Royal e il candidato centrista Bayrou. Per l'occasione ha suscitato sorpresa (addirittura qualcuno ha parlato di "svolta") un manifesto con una ragazza di origine nordafricana che invita a votare Le Pen.
Alle presidenziali del 2007 Le Pen ottiene il 10,4% classificandosi al quarto posto.
Alle legislative del 2007 il Fronte Nazionale è crollato al 4,3%. I voti del FN sono quasi interamente trasmigrati verso l'Unione per un Movimento Popolare di Sarkozy, vincitore delle presidenziali del mese precedente.
Alle europee del 2009 il Fronte Nazionale recupera consensi raccogliendo il 6,3% ed eleggendo tre deputati tra cui Marine Le Pen.
Alle elezioni regionali del 2010 il partito conquista il 12% di media nazionale.
Il 16 gennaio 2011, dopo le dimissioni del padre, Marine Le Pen è eletta Presidente del partito (con il 67,65% dei voti) battendo Bruno Gollnisch, mentre viene eletto come vice presidente Louis Aliot, consigliere della Regione Linguadoca. Marine Le Pen si candida alle presidenziali del 2012, costituendo la coalizione Rassemblement bleu Marine, e si classifica terza, ottenendo il 17,90%, dietro ad Hollande e Sarkozy.

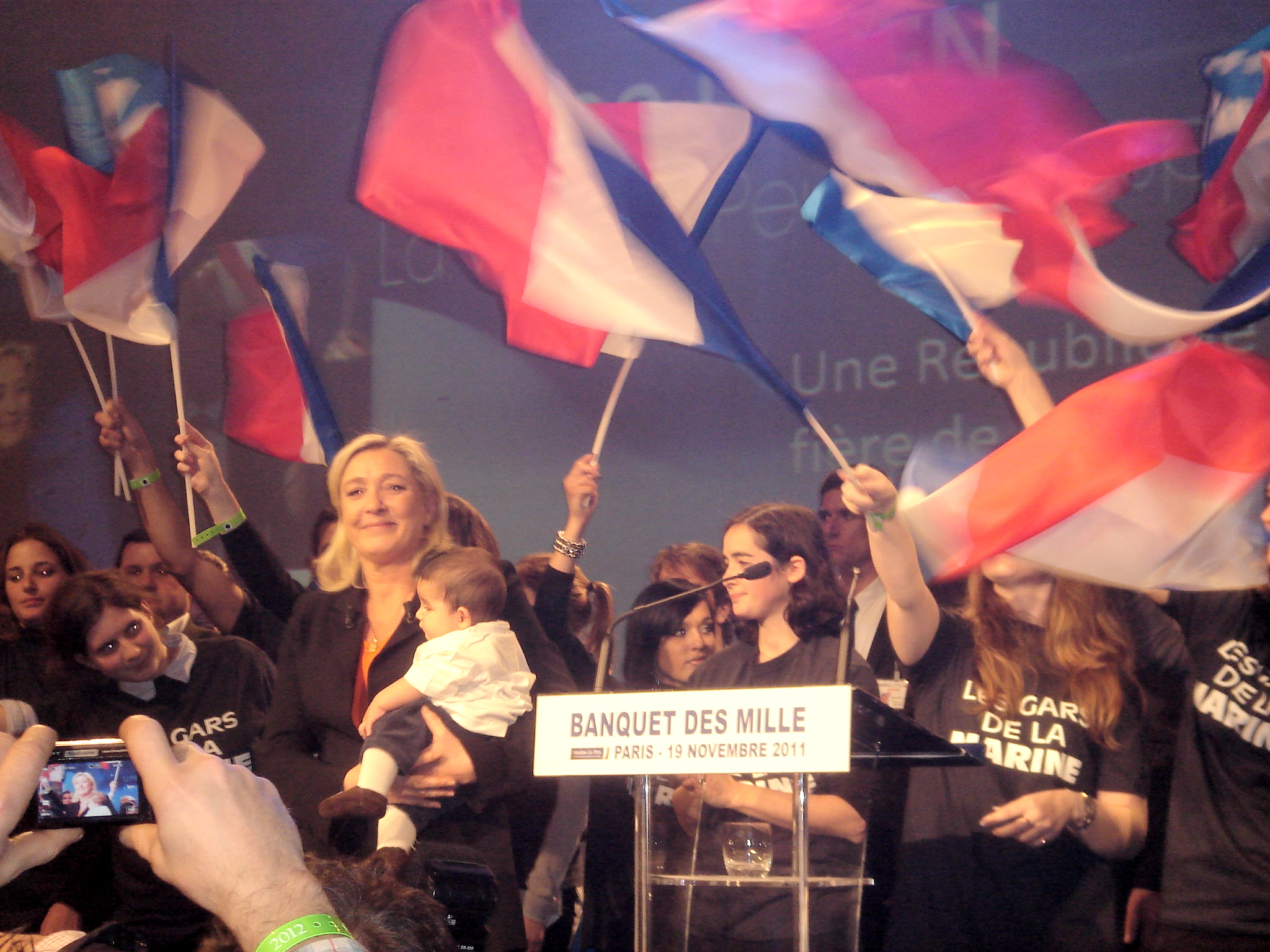
Marine Le Pen a una manifestazione per le presidenziali del 2012

Alle legislative del 2012, il Fronte Nazionale ottiene comunque il 13,60% (+9,3% dal 2007) e due seggi all'Assemblea con la ventiduenne Marion Maréchal-Le Pen, figlia della secondogenita di Jean-Marie, e l'avvocato Gilbert Collard.

### Primo partito alle europee del 2014
Alle elezioni europee del 2014 il Fronte Nazionale si allea con la Lega Nord italiana e il Partito della Libertà Austriaco a formare il Movimento per un'Europa delle Nazioni e della Libertà. Dopo il voto risulta il primo partito in Francia con il 24,9% e ottiene 23 eurodeputati su 74.
Nel novembre 2014 il 15º congresso del partito rielegge come presidente Marine Le Pen, mentre a sorpresa è eletta vicepresidente la nipote ventiquattrenne Marion Le Pen con l'80% delle preferenze, che supera l'uscente Louis Aliot (76%), Steeve Briois (70%) e Florian Philippot. Il vecchio leader Jean Marie è presidente onorario.
Dopo il grande successo delle europee, nel marzo 2015 il partito arriva al 25,19% alle elezioni dipartimentali mentre i moderati di Nicolas Sarkozy prendono il 29,4% e i socialisti e i loro alleati raccolgono il 21,8%: è il miglior risultato di sempre alle elezioni locali.
La settimana seguente però al secondo turno non riesce ad ottenere neanche un dipartimento nonostante i tanti voti ottenuti; così può contare su una trentina di consiglieri in tutta la Francia contro uno soltanto in precedenza.

### L'espulsione di Jean-Marie Le Pen dal partito
Il 4 maggio 2015, il presidente onorario del partito Jean-Marie Le Pen, dopo aver ribadito per l'ennesima volta in una intervista che le camere a gas sono state un dettaglio della seconda guerra mondiale, viene sospeso dal partito. In seguito alla sospensione, Jean-Marie ripudia la figlia Marine, dicendo di vergognarsi che lei porti il suo stesso cognome e augurandosi che possa perderlo il più presto possibile. Il 12 giugno 2015 Jean-Marie annuncia un ricorso contro la sua espulsione decisa dal consiglio esecutivo del partito, ricorso che viene accolto dal Tribunale civile di Nanterre il 2 luglio, consentendogli di rimanere presidente onorario del partito. Il tribunale ha inoltre sospeso il congresso straordinario attraverso il quale gli iscritti si sarebbero dovuti esprimere online sull'approvazione del nuovo statuto e l'abolizione della carica di Presidente onorario; per il tribunale, infatti, il congresso avrebbe dovuto tenersi con la presenza fisica degli iscritti e avrebbe dovuto dare la possibilità a Jean-Marie di difendersi. Il 20 agosto, tuttavia, il comitato esecutivo del FN decide nuovamente l'espulsione di Jean-Marie Le Pen dal partito.

### Le regionali del 2015
Al primo turno delle elezioni regionali del 6 e 13 dicembre 2015, il FN ha raggiunto il 27,3%, affermandosi come primo partito, con punte del 40,55% nella regione Provenza-Alpi-Costa Azzurra, dove era candidata la giovane Marion Le Pen, e del 40,64% nella regione Nord-Calais-Piccardia, dove era candidata Marine Le Pen.
Sebbene al primo turno i suoi candidati siano stati primi in 6 regioni su 13, al secondo turno di ballottaggio non si aggiudicano alcuna regione, con il miglior risultato ottenuto da Marion Le Pen con il 45,22%..

### Presidenziali e legislative del 2017

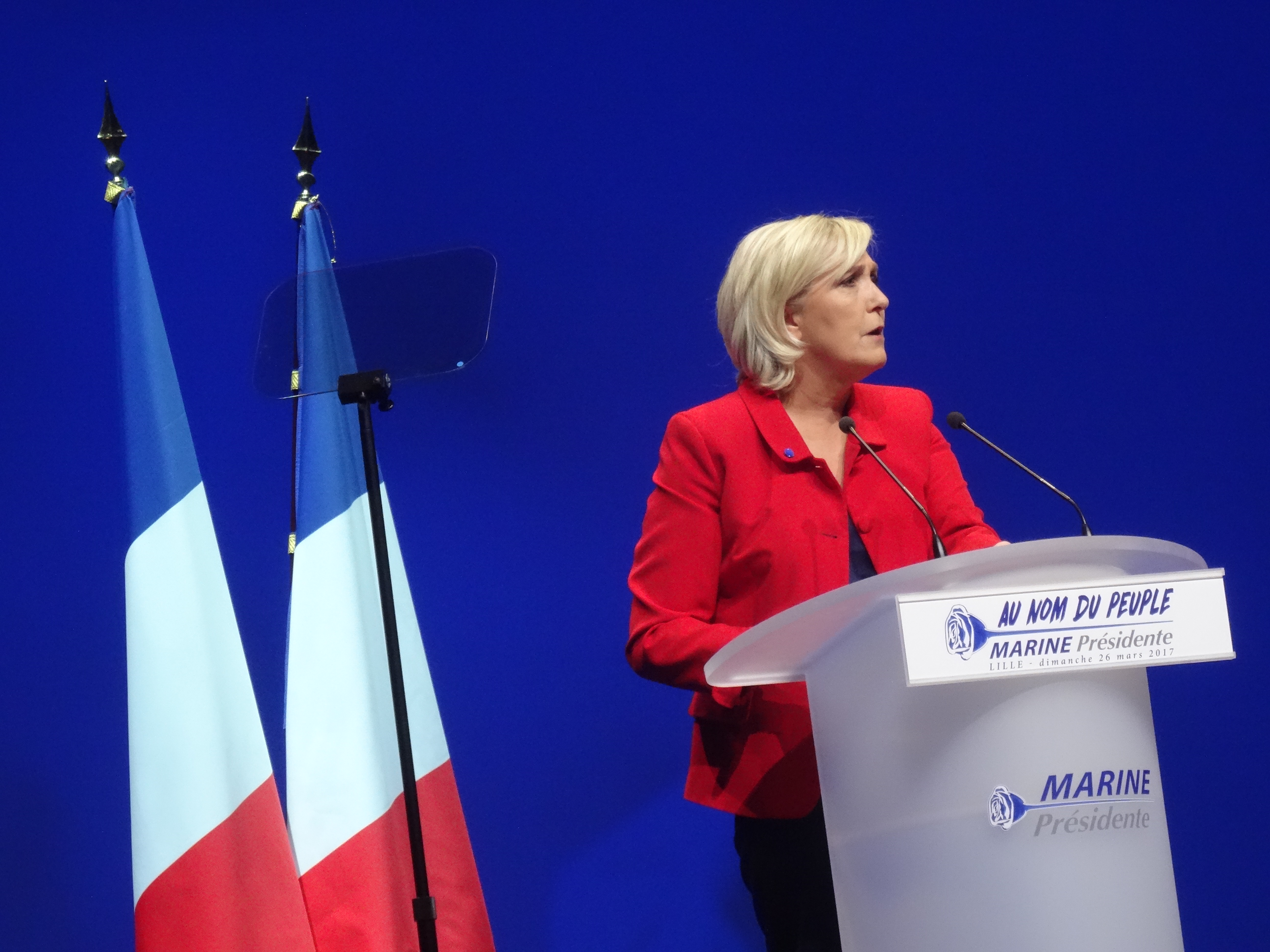
Marine Le Pen a Lille durante le presidenziali del 2017

Il partito candida Marine Le Pen alle Elezioni presidenziali in Francia del 2017, che al primo turno delle elezioni del 23 aprile con il 21,30% dei voti arriva seconda, andando al ballottaggio del 7 maggio insieme a Emmanuel Macron (24,01%). Si tratta del miglior risultato in assoluto del FN alle presidenziali e della seconda volta che il suo candidato passa al turno di ballottaggio.
Il 24 aprile, all'indomani del risultato, la Le Pen si dimette dalla guida del Front National. Le succede ad interim l'europarlamentare Jean-François Jalkh, che tre giorni dopo si dimette ed è sostituito da Steeve Briois. Il 28 aprile la Le Pen annuncia l'accordo elettorale con Nicolas Dupont-Aignan che al primo turno aveva ottenuto il 4,75%, comunicando che sarebbe stato il suo primo ministro in caso di vittoria.
Al ballottaggio del 7 maggio la Le Pen raggiunge i 10.644.118 voti, con il 33,9% delle preferenze ed è superata da Macron con il 66,1%.
Il 9 maggio 2017, Marion Maréchal-Le Pen, annuncia che abbandona l'attività politica per ragioni personali, familiari e professionali, non ricandidandosi alle elezioni legislative di giugno.
Il 15 maggio Marine Le Pen torna presidente del partito.
Alle elezioni legislative del 2017 ottengono al primo turno dell'11 giugno il 13,20% con 2.990.454 voti. Al secondo turno ottiene 8 seggi, risultando eletti Marine Le Pen, Louis Aliot, Bruno Bilde, Sébastien Chenu, Gilbert Collard, José Evrard (che nel novembre 2017 lascerà FN per aderire a I Patrioti), Emmanuelle Ménard e Ludovic Pajot.
Il 9 settembre, a Brachay, roccaforte frontista, Marine Le Pen riunisce i militanti del partito e annuncia il nuovo programma e il probabile nuovo nome del partito, Les Patriotes. Il dibattito interno sulla linea del partito, deve essere definito al suo XVI congresso, fissato al marzo 2018. Il 21 settembre 2017 uno dei vicepresidenti del FN ed eurodeputato Florian Philippot, insieme all'europarlamentare Sophie Montel, lascia il FN, a causa dell'accusa di conflitto di interessi nel partito per via di un'associazione da lui presieduta.

### Il Rassemblement
Nel marzo 2018 Marine Le Pen viene rieletta presidente del Front National con il 100% dei voti (in quanto unica candidata alla carica).
Sempre al congresso di Lille il partito assume la denominazione di Rassemblement national.

#### Le europee del 2019
Alle elezioni europee del 2019, con capolista Jordan Bardella, tornano a essere il primo partito con 5.281.576 voti, il 23,31%, ottenendo 23 seggi all'europarlamento.

### Le elezioni del 2022 e del 2024
Dal 13 settembre 2021 con l'annuncio di Marine Le Pen della candidatura per le presidenziali 2022, il giovane Jordan Bardella diviene presidente ad interim del Rassemblement National.
Alle elezioni presidenziali in Francia del 2022 la sua leader al primo turno del 10 aprile raggiunge il ballottaggio con il 23,41% dei voti, massimo storico alle presidenziali del partito.
Al secondo turno la Le Pen ottiene 13.297.728 voti, il 41,46% delle preferenze, superando per la prima volta la maggioranza assoluta in alcune regioni, come la Provenza-Alpi-Costa Azzurra, la Corsica e l'Alta Francia.
Al secondo turno delle elezioni legislative in Francia del 2022 conquista 89 seggi, suo massimo storico, che gli consentono di costituire un gruppo parlamentare all'Assemblea nazionale.
Il 5 novembre 2022 Jordan Bardella ottiene l'85% dei voti dei 26.000 aderenti, battendo Louis Aliot, e assumendo i pieni poteri nel partito.
Alle Europee del 2024 RN è il primo partito, con il 31,37 % e 30 seggi all'europarlamento. In tale contesto, il presidente della Repubblica francese Emmanuel Macron ha deciso di sciogliere l'Assemblea Nazionale, indicendo una nuova tornata elettorale per le legislative da tenere il 30 giugno, dove Bardella è candidato primo ministro per il suo partito. Al primo turno RN è il primo partito con 10.647.914 voti, pari al 33,21% e al secondo, pur conseguendo il 37,05% dei voti, giunge terzo per numero di seggi con 126 eletti, mentre gli alleati dell'Unione dell'Estrema Destra di Éric Ciotti ottengono 17 seggi.

## Ideologia
Il Fronte Nazionale dalla fondazione a oggi si è evoluto, e da un partito prettamente nazionalista è ora descritto come sovranista e anche di "destra populista", sebbene rifiuti categoricamente tale etichetta, dichiarandosi "un grande movimento patriottico, né di destra né di sinistra", perché ritiene che entrambe le polarità siano "neoliberiste". Alla tradizionale dicotomia destra/sinistra, la leader Marine Le Pen preferisce contrapporre élite/popolo, dominanti/dominati, alto/basso.
Riguardo ai punti del programma del Fronte Nazionale, in primo luogo vi è l'uscita dall'Euro per riacquisire sovranità nazionale da mantenere poi con misure protezionistiche, l'uscita dalla NATO in un'ottica eurasiatica "da Brest a Vladivostok" e quindi rafforzando l'asse "Parigi-Berlino-Mosca", il rifiuto delle politiche di austerità, l'accentramento del potere statale all'insegna dei valori repubblicani e della laicità, una pianificazione strategica di reindustrializzazione, l'accesso ad una sanità di qualità per tutti i cittadini francesi, la priorità nazionale e un piano di sdebitamento pubblico. Inoltre propone una revisione degli Accordi di Schengen sulla libera circolazione delle persone, limitando il flusso di immigrati a 10.000 persone l'anno, privilegiando talenti e innovazione ed espellendo i clandestini. Si oppone al "modello multiculturalista", alle "discriminazioni positive" e "differenzialiste" che inficerebbero l'uguaglianza di tutti i cittadini, al velo e ad altri simboli religiosi nei luoghi pubblici.

### Programma economico
Il programma economico del FN è definibile di matrice liberal-protezionista, si oppone alla mondializzazione (sia negli aspetti economici, sia in quelli sociali e culturali) e prevede piani di investimento pubblico, ripristino dell'età pensionabile a 60 anni, forti tagli delle tasse sui redditi più bassi, limiti alla circolazione dei capitali e alle speculazioni finanziarie, innalzamento di pensioni e salari minimi e loro indicizzazione mediante un meccanismo di "scala mobile". Per questi motivi alcuni osservatori definiscono il Fronte Nazionale come economicamente "keynesiano" o addirittura "di sinistra". Anche il giornalista Éric Zemmour, editorialista del quotidiano Le Figaro, afferma che "il FN, dalle presidenziali del 2012, è divenuto un partito di sinistra".
Molti hanno evidenziato la trasformazione ideologica del partito dal reaganismo di Jean-Marie Le Pen che nel 1974 proponeva di "privatizzare tutto quello che si può" all'interventismo statale in parte promosso dalla figlia Marine Le Pen. Parallelamente è in atto un processo di dediabolisation, per ripulirsi dalle simpatie fasciste del padre, definito dai commentatori un parricidio. L'anno della discontinuità viene talvolta identificato nel 2007, con l'ingresso nel partito del comunista Alain Soral, che con la sua corrente Egalité & Réconciliation parla esplicitamente di "sinistra del lavoro, destra dei valori" che si possa opporre alla "destra finanziaria" e alla "sinistra libertaria".

### I legami con il governo russo
Le inchieste di Mediapart e Le Monde hanno dimostrato che il Fronte Nazionale ha ottenuto importanti finanziamenti economici da parte della First Czech-Russian Bank, di proprietà di Roman Jakubovič Popov, considerato vicino al primo ministro russo Dmitri Medvedev ed al presidente russo Vladimir Putin, in cambio del sostegno del partito all'annessione della Crimea da parte della Russia. Secondo Mediapart il Fronte Nazionale avrebbe ricevuto la somma di 40 milioni di euro, mentre Le Pen ha riconosciuto di aver ricevuto 9 milioni di euro.
Dalle comunicazioni intercettate e pubblicate da Anonymous è emerso che il capo del dipartimento degli Affari interni russo, Timur Prokopenko, ha intrattenuto rapporti con alcune personalità vicine ai vertici del Fronte Nazionale. Prokopenko tramite i suoi contatti ha tentato, senza riuscirci, di assegnare a Marine Le Pen il ruolo di osservatrice indipendente durante il referendum del 16 marzo 2014 di annessione della Crimea, referendum ritenuto illegittimo da ONU, Unione europea ed altri principali osservatori internazionali. Dopo il referendum il Fronte Nazionale ha sostenuto che gli stati europei avrebbero dovuto riconoscere l'annessione della Crimea alla Russia.

### Nuove componenti interne
Con l'arrivo alla presidenza di Marine Le Pen il movimento si è fatto più composito, con l'apertura a nuove componenti. Così è nata anche un'ala cattolica-conservatrice, guidata da Marion Maréchal-Le Pen, e una laico-progressista di Florian Philippot, ascoltato consigliere della presidente.

## Scissioni
- 1974 – Partito delle Forze Nuove
- 1983 – Partito Nazionalista Francese
- 1999 – Movimento Nazionale Repubblicano
- 2009 – Partito della Francia
- 2016 – Comités Jeanne
- 2017 – I Patrioti

## Organizzazione

### Dirigenti
| Presidente      | Presidente        | Inizio mandato                                   | Fine mandato                                     | Vicepresidenti | Segretari generali |
| --------------- | ----------------- | ------------------------------------------------ | ------------------------------------------------ | --- | --- |
|                 | Jean-Marie Le Pen | 5 ottobre 1972                                   | 16 gennaio 2011                                  | - François Brigneau - Germaine Burgaz - Dominique Chaboche - Jean-François Chiappe - Henri David - Bruno Gollnisch - Roger Holeindre - Carl Lang - Martine Lehideux - Jean-Claude Martinez - Alain Renault - Gilbert Sincyr | - Alain Robert - Dominique Chaboche - Victor Barthélemy - Alain Renault - Pierre Gérard - Jean-Pierre Stirbois - Carl Lang - Louis Aliot - Jean-François Jalkh |
|                 | Marine Le Pen     | 16 gennaio 2011                                  | 13 settembre 2021                                | - Alain Jamet - Florian Philippot - Marie-Christine Arnautu - Louis Aliot - Jean-François Jalkh - Nicolas Bay - Steeve Briois - Jordan Bardella - David Rachline                                                            | - Steeve Briois - Nicolas Bay - funzione rimossa nel 2018 |
|                 | Jordan Bardella   | Interim dal 13 settembre 2021 al 5 novembre 2022 | Interim dal 13 settembre 2021 al 5 novembre 2022 | - Louis Aliot (attuale) - Steeve Briois - David Rachline (attuale) - Hélène Laporte (attuale) - Edwige Diaz (attuale) - Julien Sanchez (attuale) - Sébastien Chenu (attuale)                                                | |
| 5 novembre 2022 | Jordan Bardella   | in carica                                        |                                                  | - Louis Aliot (attuale) - Steeve Briois - David Rachline (attuale) - Hélène Laporte (attuale) - Edwige Diaz (attuale) - Julien Sanchez (attuale) - Sébastien Chenu (attuale)                                                | |

## Simboli

Simbolo del FN dal 2012 al 2018
Simbolo del RN dal 2018

## Risultati elettorali

### Elezioni presidenziali
| Anno | Candidato supportato        | 1º Turno                    | 1º Turno                    | 2º Turno                    | 2º Turno                    |
| Anno | Candidato supportato        | Voti                        | %                           | Voti                        | %                           |
| ---- | --------------------------- | --------------------------- | --------------------------- | --------------------------- | --------------------------- |
| 1974 | Jean-Marie Le Pen           | 190 921                     | 0,8 (7.º)                   |                             |                             |
| 1981 | Nessun candidato supportato | Nessun candidato supportato | Nessun candidato supportato | Nessun candidato supportato | Nessun candidato supportato |
| 1988 | Jean-Marie Le Pen           | 4 375 894                   | 14,4 (4.º)                  |                             |                             |
| 1995 | Jean-Marie Le Pen           | 4 570 838                   | 15,0 (4.º)                  |                             |                             |
| 2002 | Jean-Marie Le Pen           | 4 804 713                   | 16,9 (2.º)                  | 5 525 032                   | 17,8 (2.º)                  |
| 2007 | Jean-Marie Le Pen           | 3 834 530                   | 10,4 (4.º)                  |                             |                             |
| 2012 | Marine Le Pen               | 6 421 426                   | 17,9 (3.º)                  |                             |                             |
| 2017 | Marine Le Pen               | 7 678 491                   | 21,3 (2.º)                  | 10 638 475                  | 33,9 (2.º)                  |
| 2022 | Marine Le Pen               | 8 136 369                   | 23,2 (2.º)                  | 13 288 686                  | 41,5 (2.º)                  |

### Elezioni legislative
| Anno | 1º Turno   | 1º Turno   | 1º Turno | 2º Turno   | 2º Turno   | 2º Turno | Seggi     | +/-     | Status            |
| Anno | Voti       | %          | +/-      | Voti       | %          | +/-      | Seggi     | +/-     | Status            |
| ---- | ---------- | ---------- | -------- | ---------- | ---------- | -------- | --------- | ------- | ----------------- |
| 1973 | 108 616    | 0,5 (12.º) |          |            |            |          | 0 / 491   |         | Extraparlamentare |
| 1978 | 82 743     | 0,3 (10.º) | 0,2      |            |            |          | 0 / 491   | Stabile | Extraparlamentare |
| 1981 | 90 422     | 0,4 (9.º)  | 0,1      |            |            |          | 0 / 491   | Stabile | Extraparlamentare |
| 1986 | 2 703 442  | 9,7 (5.º)  | 9,3      |            |            |          | 35 / 573  | 35      | Opposizione       |
| 1988 | 2 359 528  | 9,7 (5.º)  | Stabile  | 216 704    | 1,1 (8.º)  |          | 1 / 577   | 34      | Opposizione       |
| 1993 | 3 152 543  | 12,6 (4.º) | 2,9      | 1 168 160  | 5,9 (4.º)  | 4,8      | 0 / 577   | 1       | Extraparlamentare |
| 1997 | 3 800 785  | 14,9 (3.º) | 2,3      | 1 434 854  | 5,6 (4.º)  | 0,3      | 1 / 577   | 1       | Opposizione       |
| 2002 | 2 862 960  | 11,3 (3.º) | 3,6      | 393 205    | 1,9 (7.º)  | 3,7      | 0 / 577   | 1       | Extraparlamentare |
| 2007 | 1 116 136  | 4,3 (4.º)  | 7,0      | 17 107     | 0,1 (12.º) | 1,8      | 0 / 577   | Stabile | Extraparlamentare |
| 2012 | 3 528 373  | 13,6 (3.º) | 9,3      | 842 684    | 3,7 (3.º)  | 3,6      | 2 / 577   | 2       | Opposizione       |
| 2017 | 2 990 454  | 13,2 (3.º) | 0,4      | 1 590 869  | 8,8 (3.º)  | 5,1      | 8 / 577   | 6       | Opposizione       |
| 2022 | 4 248 537  | 18,7 (1.º) | 5,5      | 3 589 465  | 17,3 (3.º) | 8,5      | 89 / 577  | 81      | Opposizione       |
| 2024 | 10 647 914 | 33,2 (1.º) | 14,5     | 10 110 079 | 37,1 (1.º) | 19,8     | 142 / 577 | 53      | Opposizione       |

### Elezioni europee
| Anno | Voti               | %                  | +/-                | Seggi              | +/-                |
| ---- | ------------------ | ------------------ | ------------------ | ------------------ | ------------------ |
| 1979 | Non ha partecipato | Non ha partecipato | Non ha partecipato | Non ha partecipato | Non ha partecipato |
| 1984 | 2 210 334          | 11,0 (4.º)         |                    | 10 / 81            |                    |
| 1989 | 2 129 668          | 11,7 (3.º)         | 0,7                | 10 / 81            | Stabile            |
| 1994 | 2 050 086          | 10,5 (5.º)         | 1,2                | 11 / 87            | 1                  |
| 1999 | 1 005 225          | 5,7 (8.º)          | 4,8                | 5 / 87             | 6                  |
| 2004 | 1 684 947          | 9,8 (4.º)          | 4,1                | 7 / 78             | 2                  |
| 2009 | 1 091 691          | 6,3 (6.º)          | 3,5                | 3 / 723 / 74       | 4                  |
| 2014 | 4 711 339          | 24,9 (1.º)         | 18,6               | 24 / 74            | 21                 |
| 2019 | 5 281 745          | 23,3 (1.º)         | 1,6                | 23 / 74            | 1                  |
| 2024 | 7 765 670          | 31,4 (1.º)         | 8,1                | 30 / 75            | 7                  |